# Barkell Platform
Barkell Platform är en platå i Antarktis. Den ligger i Östantarktis. Australien gör anspråk på området.